# Самі Аль-Наджеї
Самі Халіл Насер Аль-Наджеї (араб. سامي خليل ناصر النجعي, нар. 7 лютого 1997, Джизан) — саудівський футболіст, півзахисник клубу «Ан-Наср» (Ер-Ріяд).
Виступав, зокрема, за клуби «Ан-Наср» (Ер-Ріяд) та «Дамак», а також національну збірну Саудівської Аравії.

## Клубна кар'єра
Народився 7 лютого 1997 року в місті Джизан. Вихованець футбольної школи клубу «Аль-Наср» (Ер-Ріяд). Дорослу футбольну кар'єру розпочав 2016 року в основній команді того ж клубу, в якій провів три сезони, взявши участь у 20 матчах чемпіонату. 
Протягом 2019 року захищав кольори клубу «Аль-Кадісія».
Своєю грою за останню команду привернув увагу представників тренерського штабу клубу «Дамак», до складу якого приєднався 2019 року. Відіграв за саудівську команду наступний сезон своєї ігрової кар'єри.
До складу клубу «Ан-Наср» (Ер-Ріяд) повернувся 2020 року. Станом на 9 лютого 2022 року відіграв за саудівську команду 55 матчів в національному чемпіонаті.

## Виступи за збірні
Протягом 2017–2020 років залучався до складу молодіжної збірної Саудівської Аравії. На молодіжному рівні зіграв у 10 офіційних матчах, забив 1 гол.
У 2021 році захищав кольори олімпійської збірної Саудівської Аравії. У складі цієї команди провів 3 матчі, забив 2 голи. У складі збірної — учасник футбольного турніру на Олімпійських іграх 2020 року у Токіо.
У 2017 році дебютував в офіційних матчах у складі національної збірної Саудівської Аравії.
У складі збірної був учасником чемпіонату світу 2022 року у Катарі.
| Дата       | Місто    | Господарі         | Результат | Гості             | Турнір            | Голи | Примітки  |
| ---------- | -------- | ----------------- | --------- | ----------------- | ----------------- | ---- | --------- |
| 14-1-2017  | Абу-Дабі | Камбоджа          | 2 – 7     | Саудівська Аравія | товариський матч  | -    | 76'       |
| 25-3-2021  | Ер-Ріяд  | Саудівська Аравія | 1 – 0     | Кувейт            | товариський матч  | -    | 77'       |
| 30-3-2021  | Ер-Ріяд  | Саудівська Аравія | 3 – 0     | Палестина         | Відбір до ЧС 2022 | -    | 71'       |
| 5-6-2021   | Ер-Ріяд  | Саудівська Аравія | 3 – 0     | Ємен              | Відбір до ЧС 2022 | -    | 71'       |
| 11–62021   | Сінгапур | Сінгапур          | 0 – 3     | Саудівська Аравія | Відбір до ЧС 2022 | -    | 46'       |
| 15-6-2021  | Ер-Ріяд  | Саудівська Аравія | 3 – 0     | Узбекистан        | Відбір до ЧС 2022 | -    | 53'       |
| 7-10-2021  | Ер-Ріяд  | Саудівська Аравія | 1 – 0     | Японія            | Відбір до ЧС 2022 | -    | 64'       |
| 12-10-2021 | Ер-Ріяд  | Саудівська Аравія | 3 – 2     | КНР               | Відбір до ЧС 2022 | 2    | 76'       |
| 16-11-2021 | Ханой    | В'єтнам           | 0 – 1     | Саудівська Аравія | Відбір до ЧС 2022 | -    | 86'       |
| 27-1-2022  | Ер-Ріяд  | Саудівська Аравія | 1 – 0     | Оман              | Відбір до ЧС 2022 | -    | 32'       |
| 29-3-2022  | Джидда   | Саудівська Аравія | 1 – 0     | Австралія         | Відбір до ЧС 2022 | -    | 66'       |
| 5-6-2022   | Мурсія   | Саудівська Аравія | 0 – 1     | Колумбія          | товариський матч  | -    | 46'       |
| 9-6-2022   | Мурсія   | Саудівська Аравія | 0 – 1     | Венесуела         | товариський матч  | -    | 58'       |
| 23-9-2022  | Мурсія   | Саудівська Аравія | 0 – 0     | Еквадор           | товариський матч  | -    | 45+3' 66' |
| 27-9-2022  | Мурсія   | Саудівська Аравія | 0 – 0     | США               | товариський матч  | -    | 31'       |
| 10-11-2022 | Абу-Дабі | Саудівська Аравія | 1 – 1     | Панама            | товариський матч  | -    | 73'       |
| Усього     |          | Матчів            | 16        |                   | Голів             | 2    |           |

## Титули і досягнення
- Володар Суперкубку Саудівської Аравії (1):

«Ан-Наср»: 2020

## Виноски
1. ↑  Transfermarkt.de — 2000.
2. ↑  FIFA World Cup 2022 Sticker Album — 80 с. — ISBN 978-65-5516-143-4